# Рогозикова, Зоя Дмитриевна
Зоя Дмитриевна Рогозикова (Пахомова) (1925—1987) — советская певица, заслуженная артистка РСФСР (с 1960 года), ведущая актриса Ленинградского театра музыкальной комедии.

## Биография
Зоя Рогозикова родилась в 1925 году в Ульяновске. В 1940—1945 годах училась на конструкторском отделении Ульяновского механического техникума. В начале войны (1941—1943) также работала на Ульяновском машиностроительном заводе им. Володарского.
После войны жила в подмосковном Подольске, училась в Московском музыкально-театральном училище имени А. К. Глазунова, пела в хоровой капелле городского Дома культуры. По окончании училища получила специальность «актриса театра музыкальной комедии». В период 1950—1955 годов — солистка Ансамбля Советской оперы Всесоюзного театрального общества. С 1 декабря 1956 года по 8 марта 1977 — ведущая солистка Ленинградского театре музыкальной комедии. В 1960 году ей было присвоено звание заслуженной артистки РСФСР.
В 1977—1980 годы — художественный руководитель коллектива творческих работников Всероссийского общества слепых (г. Ленинград), в 1980—1987 годы —  руководитель театральной студии Ленинградского дома пионеров Красногвардейского района.
Скончалась в 1987 году, похоронена на Ковалёвском кладбище в Санкт-Петербурге.

## Театральные и киноработы
Зоя Рогозикогва исполняла ведущие партии во многих опереттах и музыкальных комедиях.
- Тоня («Белая акация» И. Дунаевского, 1956)
- Чанита «Поцелуй Чаниты» Ю. Милютина, 1957)
- Виолетта («Фиалка Монмартра» И. Кальмана, 1958)
- «Мост неизвестен» (Е. Жарковского, 1959)
- Зорика («Цыганская любовь» Ф. Легара, 1960)
- Жанна Лябурб («На рассвете» О. Сандлера, 1966)
- Тереза («Герцогиня Герольштейнская» Ж. Оффенбаха, 1963)
- Эмма («Венские встречи» И. Штрауса)
- Люсьенна («Граф Люксембург» Ф. Легара)
- Стелла («Вольный ветер» И. Дунаевского)
- Сима («Дорогая моя девчонка» Е. Жарковского)
- Нина («Люблю, люблю» М. Табачникова)
- Таня («Левша» А. Новикова)
- Любаша («Севастопольский вальс» К. Листова)
- Маша («Сердце балтийца» К. Листова)
- Лида («Олимпийские звезды» В. Соловьева-Седого)
- Светлана («Улыбнись, Света!» Г. Портнова)
- Майра («Верка и алые паруса» Г. Портнова)
- Степанида («Сто чертей и одна девушка» Т. Хренникова)
- Софа Семеновна («Полярная звезда» В. Баснера)
- Нина Васильевна («Мы хотим танцевать» А. Петрова)
- Ольга Орлова («Франсуаза» О. Хромушина)
- Ольга Сергеевна («Внимание, съемка» А. Эшпая)

и другие.
В 1962 году исполнила вокальную партию архитектора Лиды в фильме «Черемушки», снятом по мотивам оперетты Дмитрия Шостаковича «Москва-Черемушки».

## Известные песни
Наиболее известные песни, известные в исполнении Зои Рогозиковой:
- Вальс Белоснежки из мультфильма «Белоснежка и семь гномов (мультфильм)» (муз. Фрэнка Черчилля,  русский текст С. Гинзберг))
- Дуэт Бориса и Лиды ( Д. Шостакович — В. Масс и М. Червинский), с Эдуардом Хилем
- Песня Лиды (Д. Шостакович — В. Масс и М. Червинский)
- Влюблённый трубач (В. Сорокин — В. Гурьян)
- Опять зовут дороги (Г. Носов — И. Авраменко)
- Песня стюардессы (Г. Портнов — Б. Рацер и В. Константинов)
- Рыжее солнышко (М. Феркельман — В. Фетисов)
- Снова в город приходит весна (Г. Портнов — Б. Рацер и В. Константинов)
- Ты со мной этой ранней весной (Г. Носов — Л. Куклин)
- Улыбнись (А. Владимирцов — Н. Глейзаров)
- Черёмушки (Д. Шостакович — В. Масс, М. Червинский)
- Я полюбила (Д. Прицкер — С. Фогельсон)
- Мы встретимся (Е. Овчинников — Б. Рацер)